# Redwater (Mississippi)
Redwater é uma Região censo-designada localizada no estado americano de Mississippi, no Condado de Leake.

## Demografia
Segundo o censo americano de 2000, a sua população era de 409 habitantes.

## Geografia
De acordo com o United States Census Bureau tem uma área de
26,8 km², dos quais 26,7 km² cobertos por terra e 0,1 km² cobertos por água.

## Localidades na vizinhança
O diagrama seguinte representa as localidades num raio de 32 km ao redor de Redwater.